# Delta (Utah)
Pour les articles homonymes, voir Delta (homonymie).
Delta est une ville américaine située dans le comté de Millard, dans l’Utah. Lors du recensement de 2010, sa population s’élevait à 3 436 habitants, ce qui en fait la plus peuplée du comté.

## Source
- (en) Cet article est partiellement ou en totalité issu de l’article de Wikipédia en anglais intitulé « Delta, Utah » (voir la liste des auteurs).